# Aaron ben Moses ben Asher
Aaron ben Moses ben Asher (Tiberiade, ... – 960) è stato uno scrittore israelita.
Aaron ben Moses ben Asher (in ebraico: אהרון בן משה בן אשר; ebraico tiberiano: 'Ahărôn ben Mōšeh ben'Āšēr; morto nel 960 d.C.) fu uno scriba ebreo che visse a Tiberiade, nel nord di Israele, e perfezionò il sistema tiberiano della scrittura dei suoni vocalici in ebraico, tutt'oggi in uso è utilizzato come base per l'analisi grammaticale.

## Retroscena
Per oltre mille anni ben Asher è stato considerato, da tutti gli ebrei, per aver prodotto la versione più accurata del testo masoretico.  Fin dai suoi tempi, sia nelle versioni stampate che in quelle scritte della Bibbia ebraica (tanakh), si cercò di utilizzare il suo sistema, perfino tutt'oggi ci si sforza di utilizzare al massimo delle possibilità il suo metodo. Ha vissuto e lavorato nella città di Tiberiade, sulla costa occidentale del Mare di Galilea.
Ben Asher discende da un'antica famiglia di masoreti, il suo albero genealogico iniziò da qualcuno chiamato Asher, ma non si sa nulla di più  oltre ai loro nomi; a suo padre, Moses ben Asher, è stata accreditata la scrittura del  "Cairo Codex of the Prophets" (895 CE), se autentico, è tra i manoscritti più antichi che contengono una gran parte della Bibbia ebraica. Umberto Cassuto ha usato questo manoscritto come base della sua edizione della Bibbia ebraica.  Aaron ben Asher stesso aggiunse delle note nello scritto (vocalizzazione) e alcune modifiche nel campo della pronuncia (cantillazione) al codice di Aleppo, correggendo il suo testo letterale secondo la Masorah.
Maimonide accettò le opinioni di Ben Asher solo riguardo ad alcune sezioni, ma  in generale ammirò il suo lavoro e contribuì a stabilire e diffondere la sua autorità. Riferendosi a un manoscritto biblico allora in Egitto, Maimonide scrisse: "Tutto dipendeva da esso, poiché fu corretto da Asher e fu lavorato e analizzato da lui per molti anni, ed è stato revisionato molte volte in accordo con la Msorah, e io mi sono basato su questo manoscritto nella Sefer Torah che ho scritto".

## Il Primo scriba
Aaron ben Moses ben Asher fu il primo a prendere sul serio la grammatica ebraica. Fu il primo sistematico grammatico ebraico. Il suo Sefer Dikdukei ha-Te'amim (Grammatica o Analisi degli Accenti) era una raccolta originale di regole grammaticali e informazioni masoretiche. I principi grammaticali non erano allora considerati degni di studio indipendente. Il valore di questo lavoro è che le regole grammaticali presentate da ben Asher rivelano per la prima volta lo sfondo linguistico della vocalizzazione. Ha avuto un'enorme influenza sulla successiva grammatica biblica.
Un sistema rivale degno di nota fu quello sviluppato dalla scuola di ben Naphtali.

## Ben Asher era un caraita?
Si è sempre pensato che Aaron ben Asher fosse Maimonide, ma recentemente, è nato un dibattito tra studiosi, sul fatto che Aaron ben Asher fosse un caraita. Alcuni documenti trovati nella Genizah del Cairo potrebbero suggerire che Ben Asher fosse o avesse legami con i caraiti. Uno dei fattori più forti seguendo questo punto di vista è che sarebbe stupefacente se i maimonidi (notoriamente contrari ai caraiti) avessero seguito l'autorità di un caraita, anche in materia di sezioni aperte e chiuse.
Nelle sue critiche ai caraiti, Saadia Gaon menzionò un "ben Asher", fino a poco tempo fa, agli studiosi, non era mai venuto in mente di associare questo "ben Asher" al famoso Aaron ben Asher di Tiberiade. Ricerche recenti indicano, tuttavia, che sarebbe possibile. Questo potrebbe spiegare perché preferiva il sistema "ben Naphtali".
Se Aaron ben Asher fosse davvero un caraita, si potrebbe sostenere che sia il caraita più influente di tutti i tempi.